# Megalodón (película de 2018)
Megalodón es una película de televisión de 2018 dirigida por James Thomas.

## Argumento
La tripulación de un barco militar estadounidense enviada a recuperar un submarino ruso se encuentra cara a cara con un megalodón liberado accidentalmente por la tripulación del submarino.

## Producción
Las escenas exteriores del barco fueron filmadas en el SS Lane Victory, un barco de la Segunda Guerra Mundial y ahora un museo náutico, ubicado en San Pedro .

## Distribución
La película fue transmitida por televisión el 13 de agosto de 2018 en el Sci-Fi Channel para capitalizar la película Shark, estrenada en los cines el 10 de agosto de 2018.